# Canyon (Texas)
Pour les articles homonymes, voir Canyon (homonymie).
La ville de Canyon est le siège du comté de Randall, dans l’État du Texas, aux États-Unis. Elle comptait 13 303 habitants lors du recensement de 2010.

## Source
- (en) Cet article est partiellement ou en totalité issu de l’article de Wikipédia en anglais intitulé « Canyon, Texas » (voir la liste des auteurs).